# 24. Unterseebootsflottille
La 24. Unterseebootsflottille était la 24e flottille de sous-marins allemands de la Kriegsmarine pendant la Seconde Guerre mondiale.
Formée à Dantzig en Pologne en novembre 1939 en tant que flottille d'entraînement (Ausbildungsflottille ) sous le nom de Unterseebootsausbildungsflottille, et est placée sous le commandement du korvettenkapitän Hannes Weingärtner.
D'avril à juin 1940, elle prend le nom de 1. Unterseebootsausbildungsflottille avant sa désignation définitive: 24. Unterseebootsflottille
Elle est spécialisée dans la formation de tir de torpilles en plongée pour les commandants (Kommandantenschiesslehrgang = KSL) comme la 23. Unterseebootsflottille, puis plus tard spécialisée dans les méthodes de détection sous-marines.
Son histoire prend fin en mars 1945 lorsque la flottille est dissoute.

## Affectations
- Novembre 1939 à juin 1940 : Dantzig;
- Juin 1940 à juin 1941 : Memel;
- Juin 1941 à septembre 1941 : Trondheim;
- Septembre 1941 à octobre 1944 : Memel;
- Octobre 1944 à février 1945 : Gotenhafen;
- Février 1945 à mars 1945 : Eckernförde.

## Commandement
| Nom                   | Grade            | Début         | Fin          |
| Hannes Weingärtner    | Korvettenkapitän | Novembre 1939 | Juillet 1942 |
| Rudolf Peters (de)    | Kapitän zur See  | Juillet 1942  | Janvier 1943 |
| Karl-Friedrich Merten | Fregattenkapitän | Mars 1943     | Mai 1944     |
| Karl Jasper           | Korvettenkapitän | Mai 1944      | Juillet 1944 |
| Karl-Friedrich Merten | Fregattenkapitän | Juillet 1944  | Mars 1945    |

## Unités
La flottille a reçu 53 unités durant son service comprenant des U-Boote de type II B, C et D, de type VII C et C/41, de type IX, de type X B et de type UA, ainsi qu'un sous-marin hollandais capturé de classe O 21.
Unités de la 24. Unterseebootsflottille:
- U-8, U-9
- U-14, U-18, U-19
- U-28, U-29
- U-30, U-34, U-38
- U-46
- U-52, U-56
- U-71, U-72
- U-80
- U-96
- U-101, U-103, U-121, U-142, U-143, U-148, U-151, U-152
- U-236, U-251, U-287
- U-351, U-393
- U-554, U-555, U-556, U-560, U-579
- U-612
- U-704, U-747, U-748, U-749, U-750, U-763
- U-821
- U-982, U-999
- U-1007, U-1008, U-1161, U-1162, U-1192, U-1193, U-1195, U-1207
- U-A, UD-4